# 1746 Brouwer
1746 Brouwer è un asteroide della fascia principale del diametro medio di circa 64,25 km. Scoperto nel 1963, presenta un'orbita caratterizzata da un semiasse maggiore pari a 3,9553160 UA e da un'eccentricità di 0,2038109, inclinata di 8,37882° rispetto all'eclittica.
L'asteroide è dedicato all'astronomo olandese Dirk Brouwer, direttore dell'Osservatorio dell'Università di Yale dal 1941.